# Passiflora jamesonii
Passiflora jamesonii (Mast.) Bailey – gatunek rośliny z rodziny męczennicowatych (Passifloraceae Juss. ex Kunth in Humb.). Występuje endemicznie w Andach w Ekwadorze.

## Rozmieszczenie geograficzne
Rośnie endemicznie w Andach w Ekwadorze w prowincjach Chimborazo, Cotopaxi, Cotopaxi, Napo oraz Pichincha.

## Morfologia
PokrójPnącze lub liany.

## Biologia i ekologia
Rośnie głównie w niższym lasach andyjskich z przewagą rodzaju Polylepis, w wyższym lasach andyjskich oraz krzewiastej formacji roślinnej, zwanej paramo. Występuje na wysokości 2500–3750 m n.p.m. Gatunek jest znany z pięciu subpopulacji. Zasięg występowania gatunku jest dosyć szeroki. Najlepiej rośnie na glebach wilgotnych.

## Zmienność
Istnieje komercyjny kultywar P. jamesonii 'Coral Seas' – roślina szybkorosnaca, kwiaty mają różową barwę z małymi fioletowymi smugami, dorasta do 6–9 m wysokości. 

## Ochrona
W Czerwonej księdze gatunków zagrożonych został zaliczony do kategorii VU – gatunków narażonych na wyginięcie. Tylko jedna subpopulacja znajduje się na obszarze chronionym. Subpopulacji jest tylko jedna sieć obszarów chronionych wewnątrz Ekwadoru. Gatunek wydaje się preferować obszary dziewicze, więc pożary są poważnym zagrożeniem.